# Elis Bosæus
Elis Walfrid Bosæus, född 31 augusti 1876 i Klara församling, Stockholm, död 5 november 1958 i Uppsala
, var en svensk industriman. Han var son till Nils Bosæus och bror till Wilhelm Bosæus.
Bosæus var verkställande direktör i Lessebo aktiebolag 1902–1918 och blev ledamot av arbetsrådet 1919. Åren 1923–1925 var han arbetsrådets chef och från 1926 verkställande direktör för Strömsnäs bruks aktiebolag. Han var även ledamot av tulltaxekommittén 1906–1909, sakkunnig i Finansdepartementet 1919–1922, samt Sveriges delegerad vid Internationella arbetskonferensen i Genève 1925. Bosæus var även ledamot av arbetslöshetsutredningen 1927–1928.
Av hans skrifter märks förutom ett antal skrifter i fackpressen Pappersindustriens produktionsförhållanden (1922) och Molæ chartariæ suecianæ (1923).